# Osvaldo de León
Osvaldo de León (Brownsville, 6 de maio de 1984) é um ator mexicano.

## Biografia
José Osvaldo de León nasceu em Brownsville (Texas) e cresceu em Matamoros, Tamaulipas. Depois de abandonar seus estudos médicos em San Antonio, Texas, começou sua carreira de ator no México.
Sua primeira aparição na televisão foi em 2005, na novela Top models da TV Azteca, ambientada em um game show e onde interpretou o personagem Emiliano.
Em 2007 participou da novela produzida por José Alberto Castro Palabra de mujer. Por essa atuação foi indicado ao Prêmio TVyNovelas na categoria de "Melhor Revelação Masculina" em 2009. 
Em 2008 atuou na novela Juro que te amo, produzida por Mapat L. de Zatarain, onde compartilhou os créditos com José Ron e Patricia Navidad. 
Em 2010, conseguiu seu primeiro papel co-protagonista na novela juvenil Niña de mi corazón, produzida por Pedro Damián, e onde dividiu os créditos com Erick Elías e Paulina Goto.
Em 2011 participou da novela Una familia con suerte.
Em 2013 participou da novela Mentir para vivir, interpretando um pintor e atuando com Mayrín Villanueva, David Zepeda, Diego Olivera e Patricio Castillo.
Em 2017 protagonizou a novela Sin tu mirada, ao lado de Claudia Martín.
Em 2021 foi um dos protagonistas da novela Diseñando tu amor, junto com Gala Montes, Juan Diego Covarrubias e Ana Belena.

## Filmografia

### Televisão
| Ano       | Telenovela                | Personagem                                                      |
| --------- | ------------------------- | --------------------------------------------------------------- |
| 2023      | Minas de pasión           | Leonardo Santamaría Castro                                      |
| 2023      | Perdona nuestros pecados  | Gerardo Montero Bulnes                                          |
| 2021      | Diseñando tu amor         | Héctor Casanova Morales                                         |
| 2021      | 100 días para enamorarnos | Sebastián del Valle                                             |
| 2019      | Médicos, línea de vida    | Sergio Ávila                                                    |
| 2019      | Cuna de lobos             | Luis Guzmán "Luisito"                                           |
| 2017-2018 | Sin tu mirada             | Luis Alberto Ocaranza Arzuaga / Luis Alberto González Hernández |
| 2016      | Sueño de amor             | Erasmo Gallo Pérez                                              |
| 2015      | Los imperdonable          | Daniel Fernández                                                |
| 2014      | La malquerida             | Germán Palacios Salmerón                                        |
| 2013      | Mentir para vivir         | Leonardo Olvera de la Garza                                     |
| 2013      | Lo que la vida me robó    | Sebastián de Icaza                                              |
| 2011-2012 | Una familia con suerte    | Tomás Camposl                                                   |
| 2010      | Niña de mi corazón        | Juan Vicente Huerta                                             |
| 2008-2009 | Juro que te amo           | Rodrigo Charolet                                                |
| 2006-2007 | Palabra de mujer          | Ariel Castellanos                                               |
| 2005      | Top models                | Emiliano                                                        |

### Cinema
| Ano  | Filme                         | Personagem |
| ---- | ----------------------------- | ---------- |
| 2014 | Ulises y los diez mil Bigotes | Narciso    |
| 2014 | Guía de turistas              | Cristóbal  |
| 2012 | Hidden Moon / Luna Escondida  | Tobías     |

## Prêmios e indicações

### APT
| Ano  | Categoria                         | Trabalho | Resultado |
| ---- | --------------------------------- | -------- | --------- |
| 2010 | Melhor ator de co-atuação teatral | Othelo   | Ganador   |

### TVyNovelas
| Ano  | Categoria           | Trabalho               | Resultado |
| ---- | ------------------- | ---------------------- | --------- |
| 2012 | Melhor ator juvenil | Una familia con suerte | Venceu    |
| 2009 | Revelação masculina | Palabra de mujer       | Indicado  |